# Bugtilemur mathesoni
Bugtilemur mathesoni is een uitgestorven halfaap behorende tot familie Cheirogaleidae (dwergmaki's). Het is de enige bekende soort van het geslacht Bugtilemur.

## Taxonomie
De soort is voor het eerst beschreven aan de hand van een aantal tanden gevonden in de Chitarwata-formatie in Pakistan. Als deze classificatie juist is, is dit het oudste ontdekte fossiel behorende tot de onderorde van lemuren. Bovendien is het dan het enige exemplaar van lemuren dat buiten Madagaskar is gevonden. Lemuren zijn tegenwoordig endemisch op Madagaskar, op wat geïntroduceerde maki's op de Comoren na.
Sommige tanden leken onderdeel te zijn van een tandenkam, een rij tanden in de onderkaak dat lemuren voornamelijk gebruiken voor vachtverzorging. Daarnaast vertoonden de tanden veel overeenkomsten met die van de familie Cheirogaleidae (dwergmaki's). Bugtilemur mathesoni werd daarom in 2001 in deze familie geplaatst.
Bugtilemur mathesoni moet veel kleiner geweest zijn dan de huidige muismaki's. Daarnaast is de tandenkam korter en breder. Sommige wetenschappers houden het daarom voor mogelijk dat Bugtilemur mathesoni geen lemuur is, maar tot de infraorde Adapiformes behoort.